# Abu Bakr Yunis Jaber

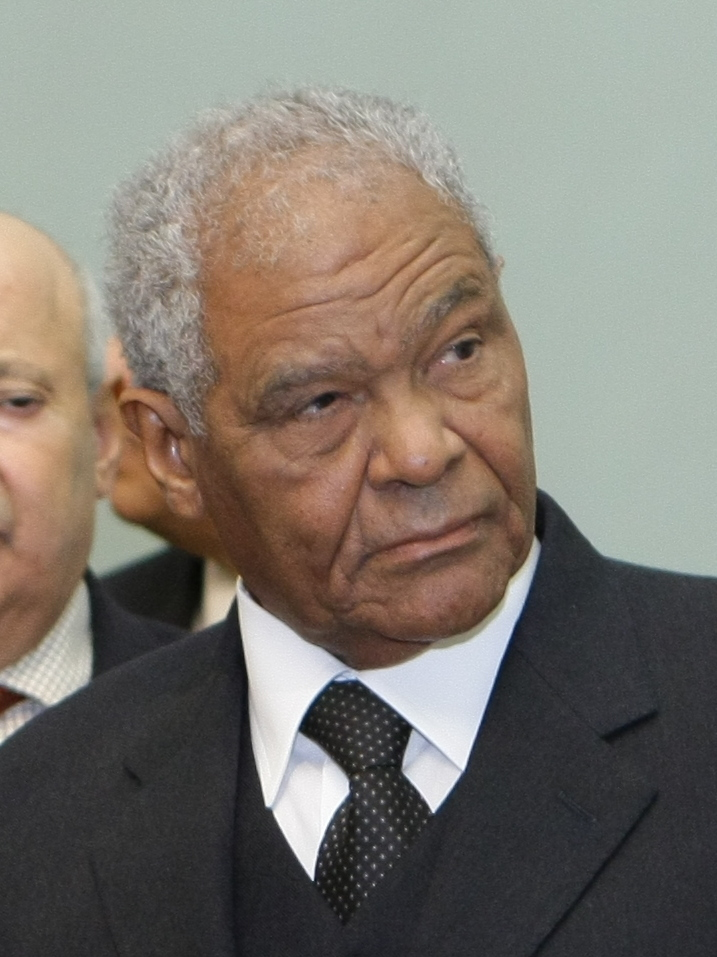
Abu Bakr Yunis Jaber

Abu Bakr Yunis Jaber (arabisch أبو بكر يونس جابر, DMG Abū Bakr Yūnis Ǧābir; * 1952 in der Oase Jalu, al-Wahat; † 20. Oktober 2011 in Sirte) war ein libyscher Brigadegeneral, nach Angaben der EU im Rang eines Generalmajors.

## Leben
Jaber besuchte die Militärakademie von Bengasi und war dort in der gleichen Klasse wie Muammar al-Gaddafi. Wie dieser gehörte er dem Bund Freier Offiziere an, der 1969 den damaligen König Idris stürzte.
Er war bis zum Bürgerkrieg in Libyen 2011 der Armeechef der Streitkräfte Libyens. Berichten zufolge wurde er von Gaddafi wegen Sympathien zu den Demonstranten bereits ab 21. Februar 2011 unter Hausarrest gestellt – teilweise ausdrücklich unter Berufung auf libysche Regierungskreise.
Yunis Jaber war seit dem 28. Februar 2011 von den EU-Sanktionen gegen Libyen betroffen. Als Grund gab die Europäische Union „Gesamtverantwortung für das Vorgehen der Streitkräfte“ an.
Er wurde zusammen mit Gaddafi bei einem Ausbruchsversuch nach zwei Monaten Belagerung am 20. Oktober 2011 im Endkampf um Sirte während der Gefangennahme getötet.